# Mulberry, Kansas
Mulberry là một thành phố thuộc quận Crawford, tiểu bang Kansas, Hoa Kỳ. Năm 2010, dân số của xã này là 520 người.

## Dân số
Dân số các năm:
- Năm 2000: 577 người
- Năm 2010: 520 người